# Кузьминское (Наро-Фоминский район)
Кузьминское — деревня в Наро-Фоминском районе Московской области, входит в состав сельского поселения Волчёнковское. Численность постоянного населения по Всероссийской переписи 2021 года — 51 человек. До 2006 года Кузьминское входило в состав Афанасьевского сельского округа.
Деревня расположена в юго-западной части района, на правом берегу реки Протва, примерно в 4 км к югу от города Верея, высота центра над уровнем моря 160 м. Ближайшие населённые пункты — Васильево в 1 км на юг и Афанасьево — на противоположном берегу реки.

## Этимология
Название происходит от мужского имени Кузьма.